# Salt-Lake-Tempel

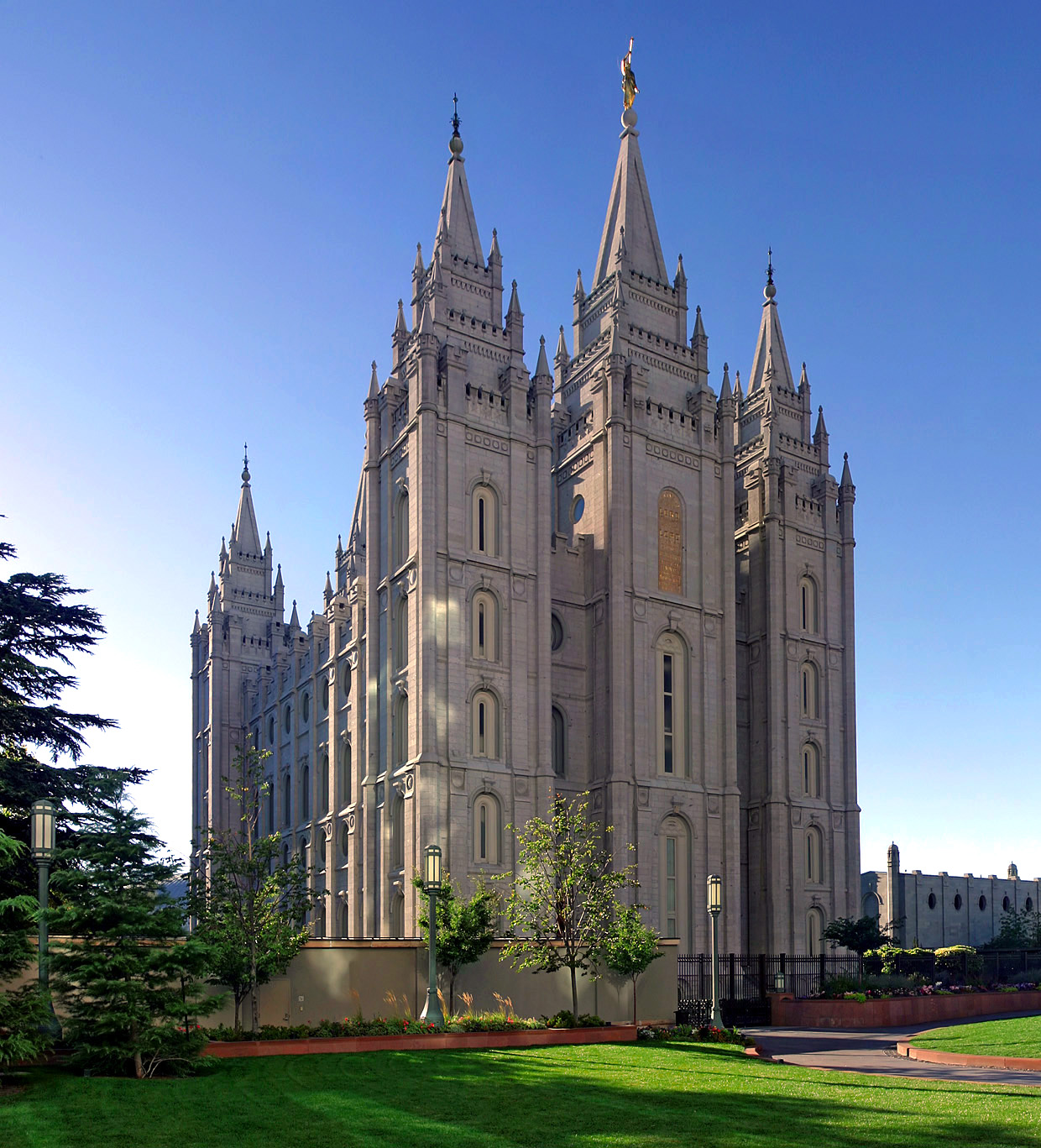
Der Salt-Lake-Tempel ist das Herzstück des 40.000 m² großen Temple Square in Salt Lake City.

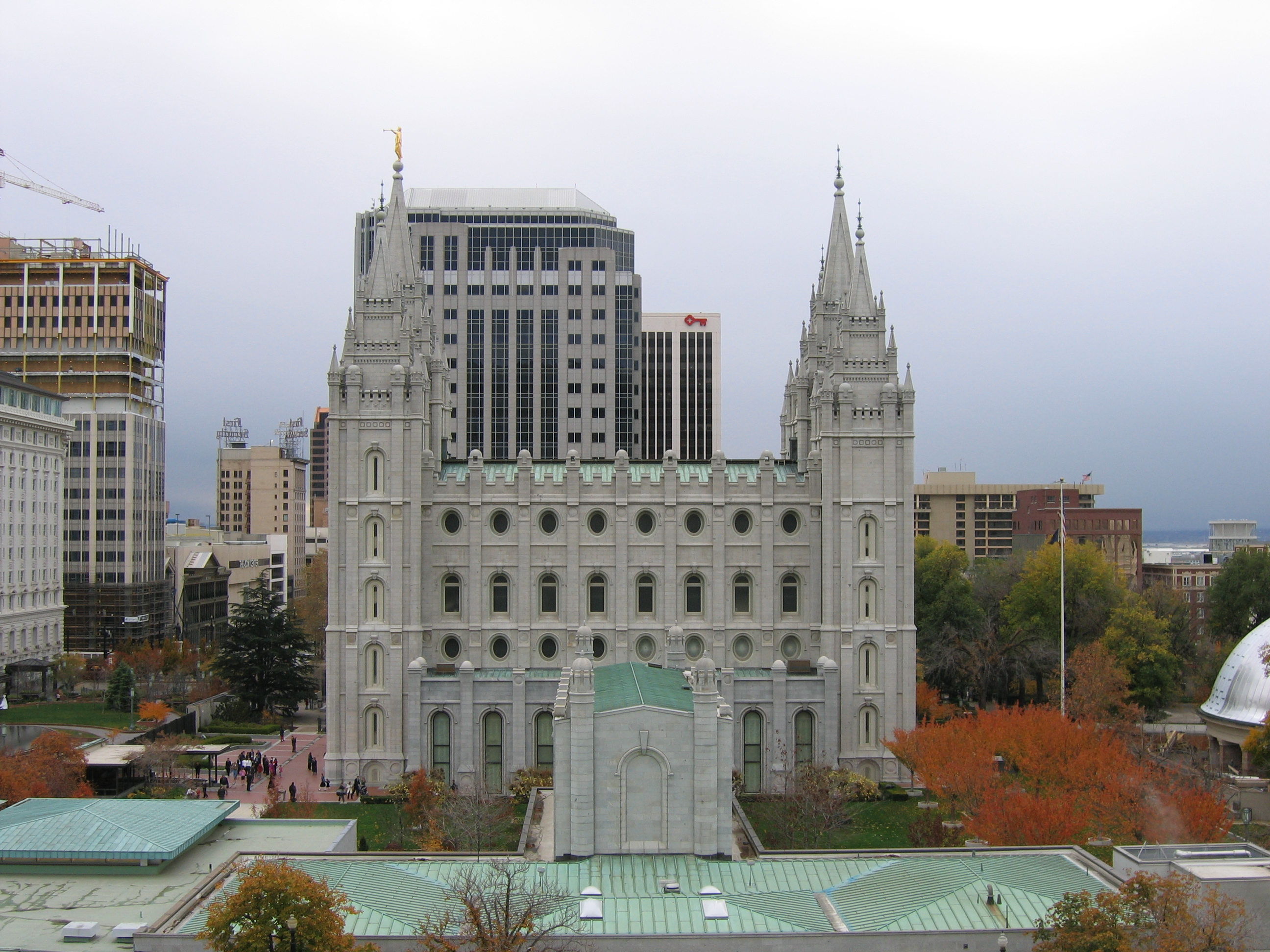
Der Tempel-Bezirk mit dem Salt-Lake-Tempel ist von Bürogebäuden umgeben. Das Dach im Vordergrund gehört zum LDS-Konferenzzentrum.

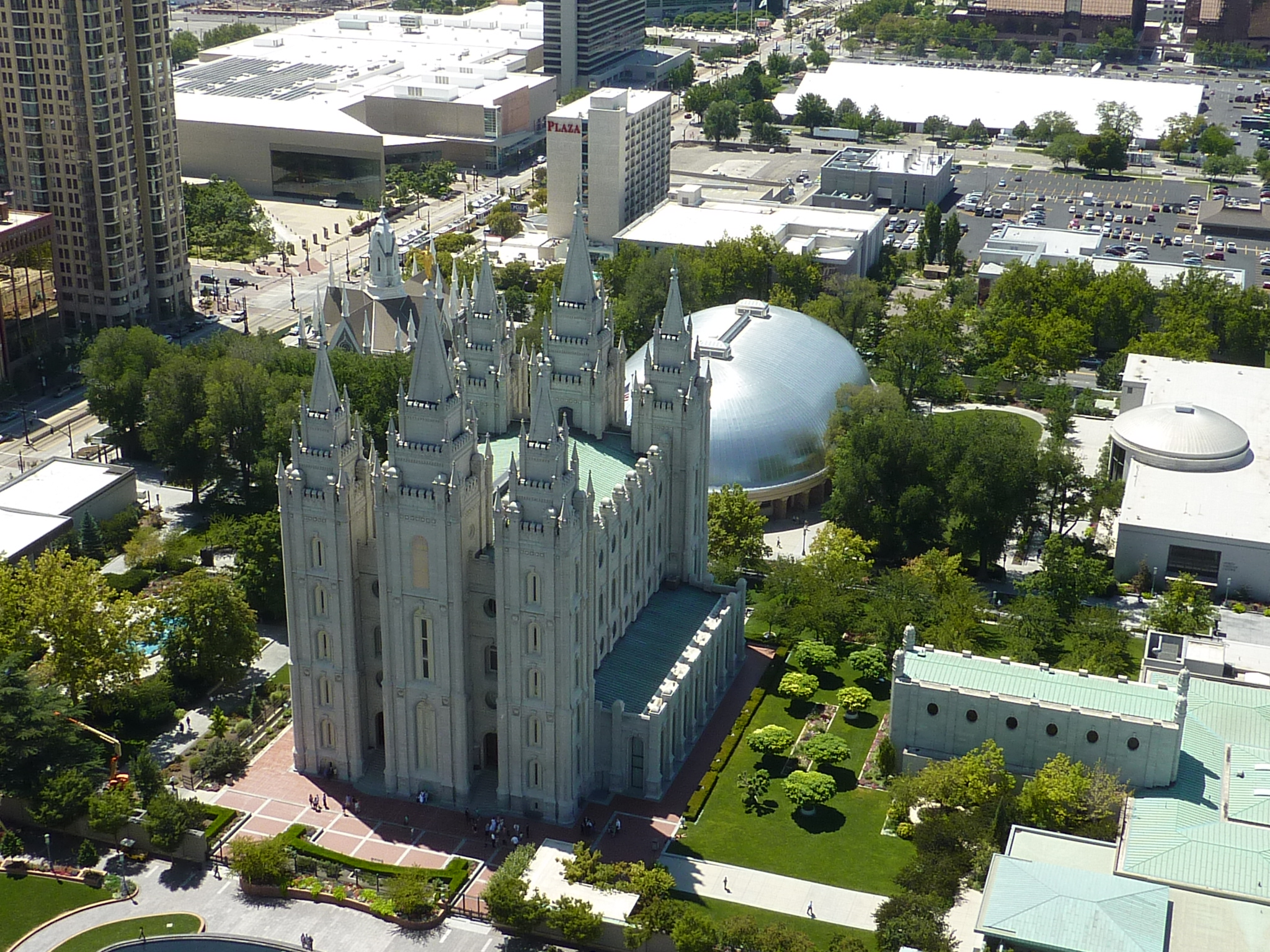
Der Salt Lake Temple vom Kirchenbürogebäude aus.

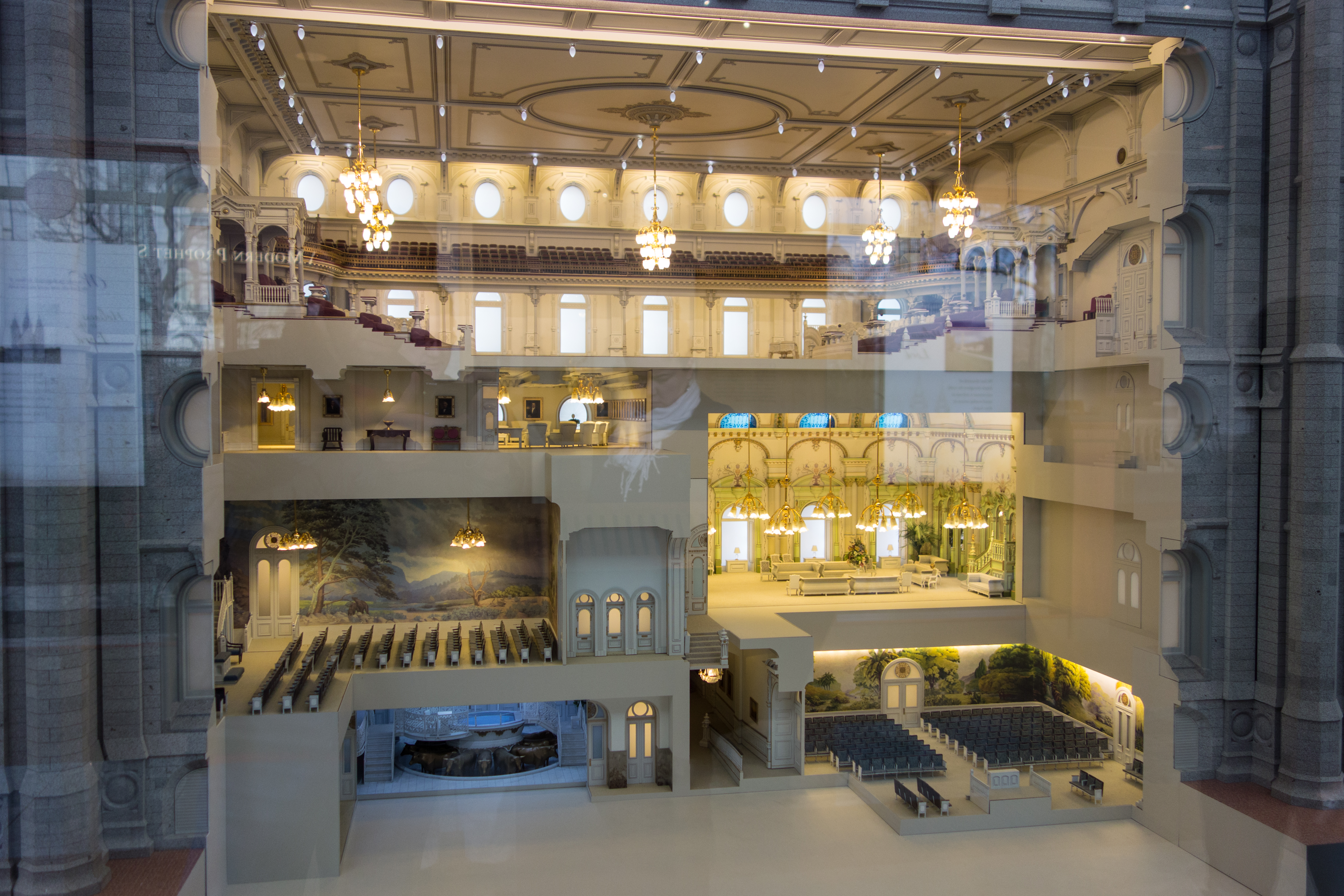
Im Besucherzentrum des Tempelbezirks zeigt ein Schnitt-Modell des Tempels seine Inneneinrichtung, die anders als bei anderen christlichen Kirchen in zahlreiche Räume und Säle unterteilt ist.

Der Salt-Lake-Tempel ist der bekannteste und größte Tempel der Kirche Jesu Christi der Heiligen der Letzten Tage. Das Gebäude ist in verschiedenen Stilrichtungen des Historismus errichtet und steht in Salt Lake City, der Hauptstadt des US-Bundesstaats Utah.

## Geschichte
Am 14. Februar 1853 wurde der Bauplatz für den Tempel zugewiesen. Der Grundstein wurde am 6. April 1853 von Brigham Young gelegt. Der offizielle Baubeginn war dann am 6. April 1853 (der Jahrestag der Kirchengründung der Mormonen). Zunächst wurde Sandstein aus einem örtlichen Steinbruch verbaut, dieser erwies sich aber als zu brüchig und daher ungeeignet.
Ab 1858 wurde Granit vom Little Cottonwood Canyon, rund 30 km südöstlich der Baustelle, verbaut. Der Transport erfolgte mit Ochsenkarren. Ab 1869 erfolgte der Transport mit der Eisenbahn. Der Bau verzögerte sich immer wieder und kam während der staatlichen Verfolgung der Mormonen in den 1880er Jahren ganz zum Erliegen. Nach der Abschaffung der Vielehe im Jahre 1890 und dem damit einhergehenden Ende der Verfolgung wurde der Bau wieder aufgenommen. Als er vollendet war, weihte Wilford Woodruff den Tempel am 6. April 1893 ein, exakt vierzig Jahre, nachdem mit dem Bau begonnen wurde. Der Tempel ist 64 m hoch und hat eine Grundfläche von etwa 23.500 m². Er ist das Herzstück des 40.000 m² großen Temple Square. Wie bei allen Tempeln der HLT-Kirche ist der Zutritt nur Kirchenmitgliedern mit gültigem Empfehlungsschreiben des eigenen Bischofs gestattet.
Die vor dem Tempel liegende frei zugängliche Main Street Plaza wurde im Jahr 1999 für 8,1 Millionen Dollar von der Stadt an die Mormonen verkauft und ist damit Privatgrund, auf dem die Verhaltensregeln der Gemeinschaft gelten, sobald sie ausgeschildert sind oder der Eigentumsvorbehalt klar ausgewiesen ist. So wurden im September 2009 die Informationsschilder an den Eingängen um folgenden Zusatz erweitert: „Privatgrundstück. Die Kirche behält sich das Recht vor, jeder Person ohne Angabe von Gründen den Zutritt zu verweigern.“ Die American Civil Liberties Union of Utah nannte dies einen guten Start und würde sich noch eine Liste mit den Regeln wünschen, eventuell auf der Website der Kirche. Anlass für diese Aktionen war ein küssendes schwules Paar, welches des Platzes verwiesen wurde und nach dessen Weigerung wegen Besitzstörung angeklagt wurde.
Am 18. März 2020 verlor die Statue des Engels Moroni bei einem Erdbeben der Stärke 5,7 Mw ihre Posaune.

## Symbolik
Der Salt Lake Tempel trägt symbolischen Schmuck sowie Symbole der Freimaurer.:73,79:38–39 Symbolik ist ein wichtiges Element im mormonischen Glauben.

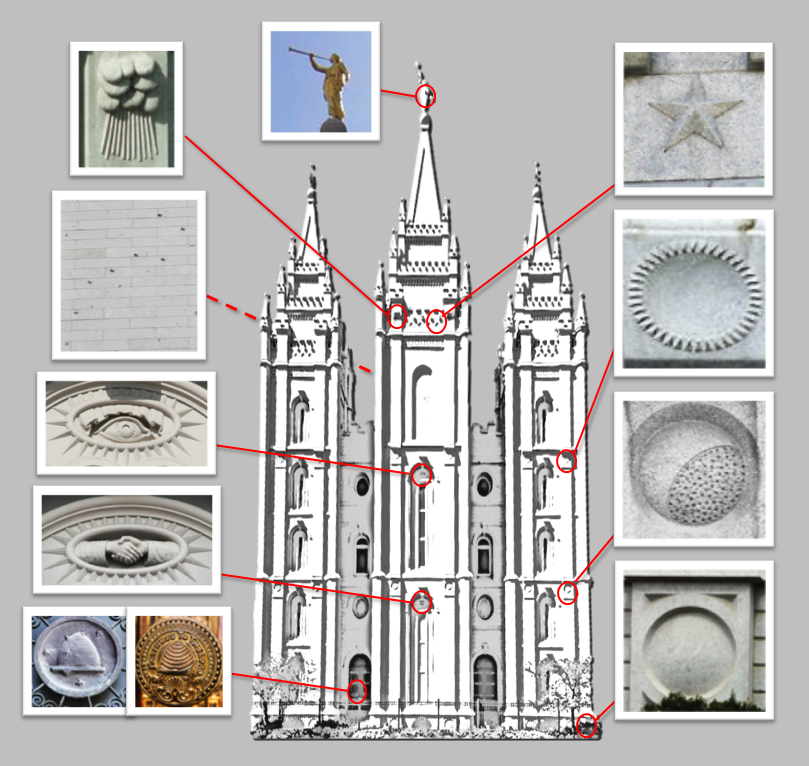
Infografik der Symbole am Salt-Lake-Tempel

- Auge der Vorsehung – Der zentrale Turm hat ein Auge der Vorsehung, das Allwissenheit symbolisiert.[10]:147
- Engelstatue – Der goldene Engel Moroni auf der Turmspitze symbolisiert den Engel aus Offb 14,6 EU, der die Parusie ankündigt.[11][12][13]
- Bienenstock – Der Bienenstock erscheint auf Außentüren und Türknöpfen und symbolisiert Einfallsreichtum, Fleiß, Durchhaltevermögen und Ordentlichkeit der Mormonen.[8]:44[14]
- Großer Bär – An der Westseite des Tempels erscheint der Große Bär. Er symbolisiert das Priestertum, das den Menschen den Weg zum Himmel weisen kann, ebenso wie der Polarstern Menschen den Weg zeigen kann.[8]:42[15]
- Winkel und Zirkel –  Frühe Planzeichnungen zeigen das freimaurerische Symbol Winkel und Zirkel an den Fenstern des zweiten und vierten Raumes,[8]:43 diese Pläne wurden jedoch während des Baus geändert.[8]:39 Diese Symbole waren auf der Wetterfahne des Nauvoo-Tempels zu sehen.[8]:43
- Händeschütteln – Über jeder Außentür und jedem Türknopf ist ein „Händeschütteln“. Dies ist eine Darstellung der Bruderliebe und Bündnisse, die im Tempel geschlossen werden.[8]:43
- Wolken – An der Ostseite des Tempels regnen Wolken hernieder. Sie verweisen auf die andauernde Offenbarung Gottes, sein Reden mit den Menschen, das den Schleier und die Sünde zeigt.[8]:43
- Erden – Die Erdensteine am unteren Boden zeigen, wie das Evangelium über die ganze Erde verbreitet wird.[8]:42
- Saturne – Frühe Zeichnungen und schriftliche Beschreibungen zeigen Saturnsteine an der obersten Stufe des Tempels,[16]:146 was später jedoch verändert wurde.[17]:60–62[18]:9
- Spiralen –  Die sechs Spiralen symbolisieren die Macht des Priestertums. Die drei Spiralen an der Ostseite sind etwas höher als die auf der Westseite. Sie stellen das „Melchizedekische“ oder „höhere Priestertum“, und das „Aaronische“ oder „vorbereitende Priestertum“ dar. Die drei Spiralen auf der Ostseite stellen die Erste Präsidentschaft und die zwölf kleineren Spiralen stellen das Kollegium der Zwölf Apostel dar.[19]
- Sonne, Mond und Sterne – Um den Tempel herum gibt es einige Steine, die die Sonne, den Mond und die Sterne darstellen. Dies soll eine Darstellung der Reiche der Herrlichkeit im Leben nach dem Tod darstellen.[8]:42[20][21]

## Fotografien des Inneren
Als Reaktion auf die Veröffentlichung nicht-autorisierter Bilder durch ein Gemeindemitglied entschieden sich die Kirchenführer im Jahr 1912, das Buch The House of the Lord zu veröffentlichen. Dieses enthält die autorisierten Bilder, die unten gezeigt werden.:6:365–369,374:358,362 :240–316 :195–197

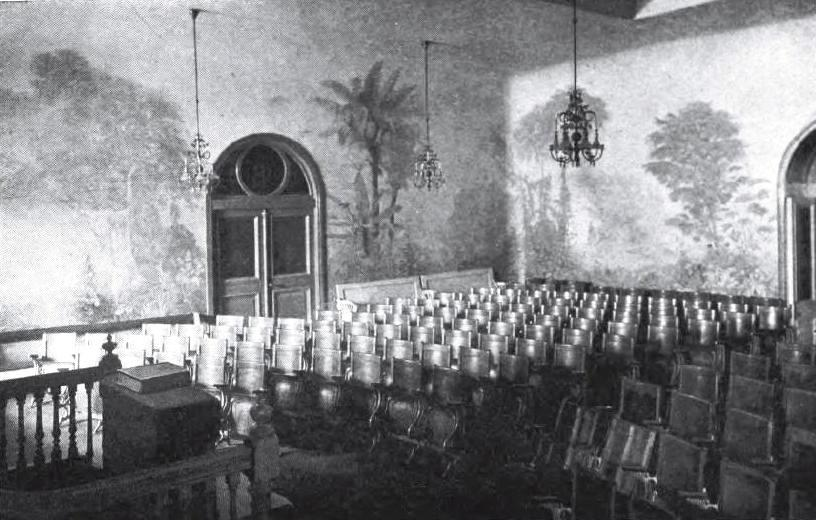
Der Gartenraum
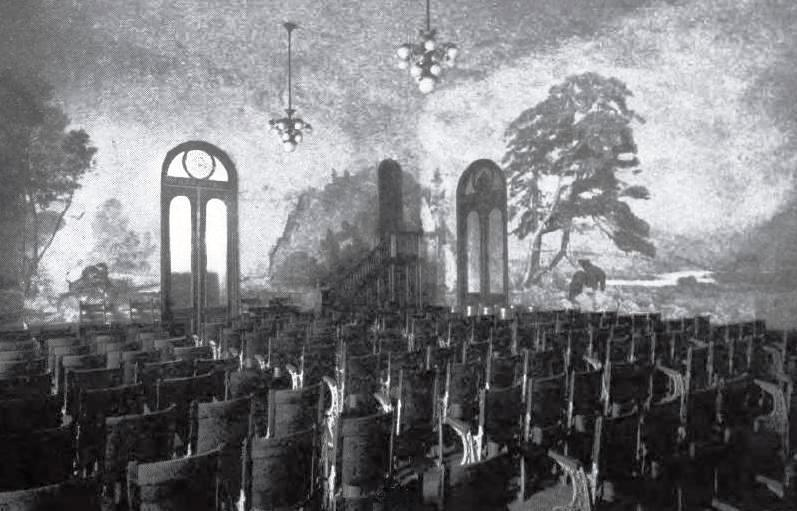
Der Telestialraum
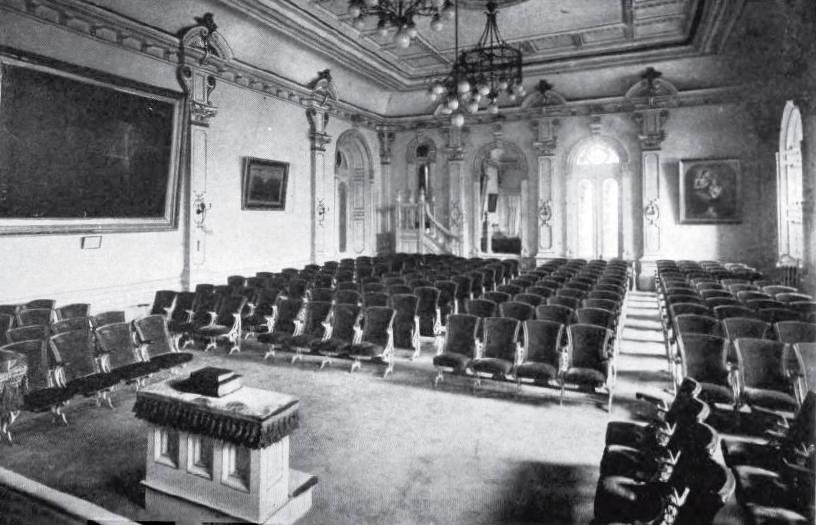
Der Terrestrialraum
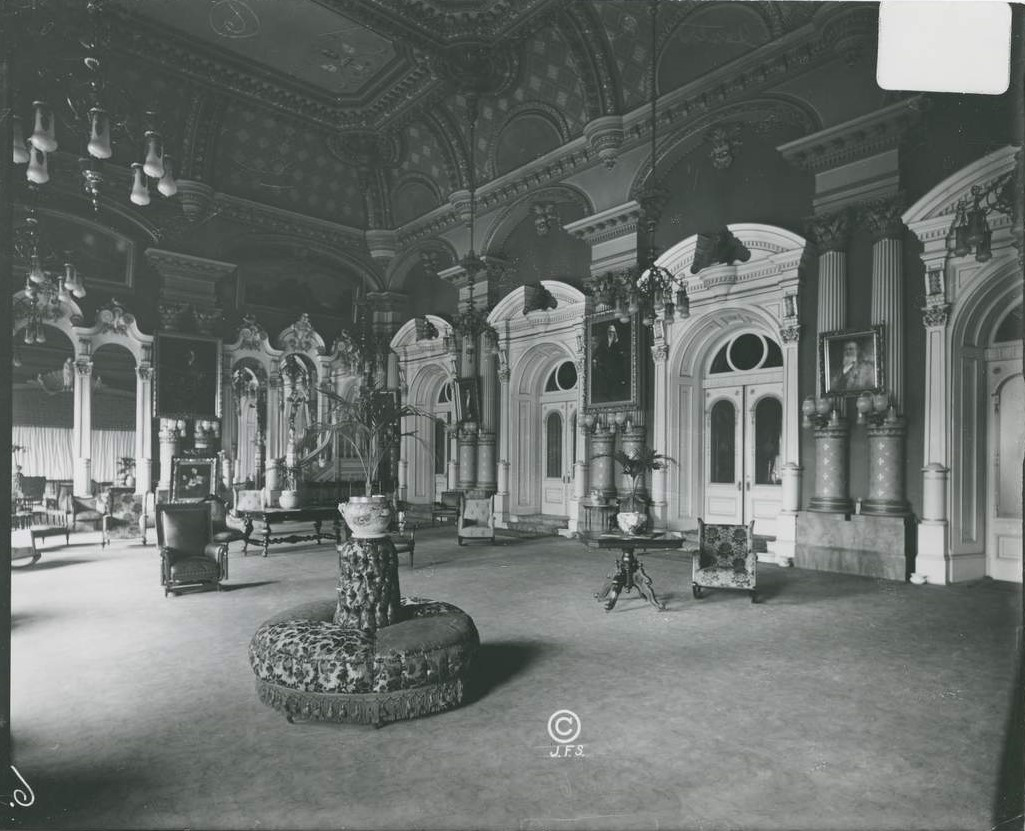
Der Celestialraum, Richtung Osten
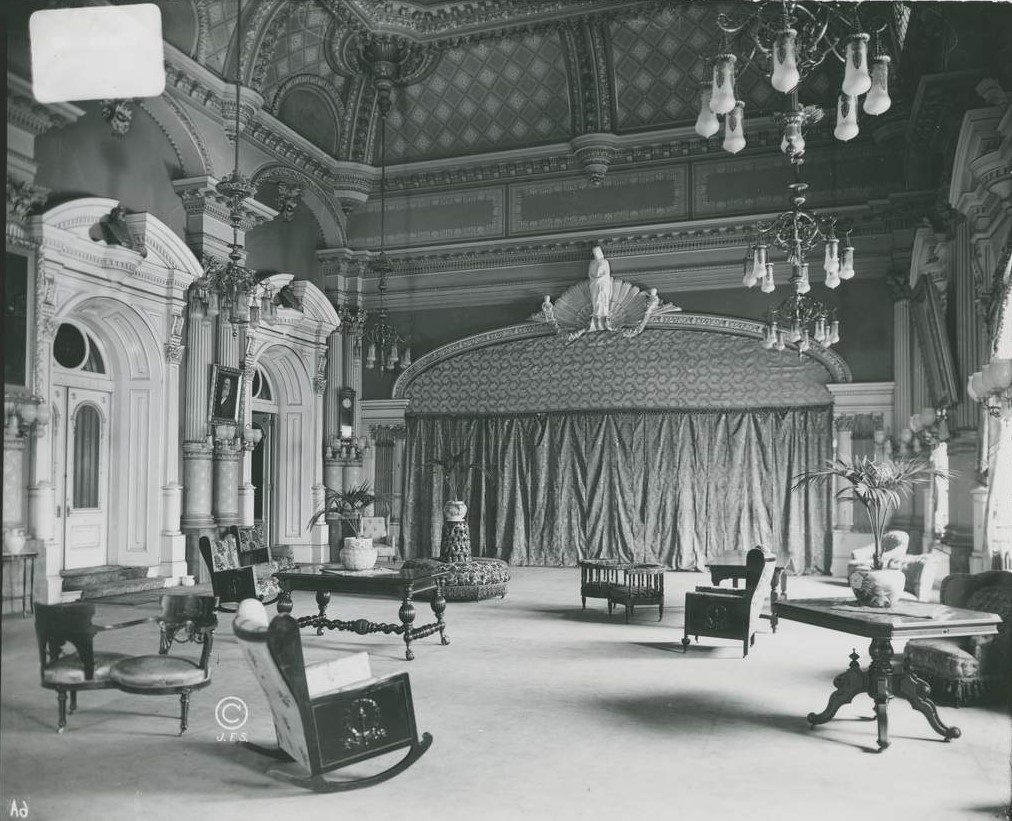
Der Celestialraum, Richtung Westen
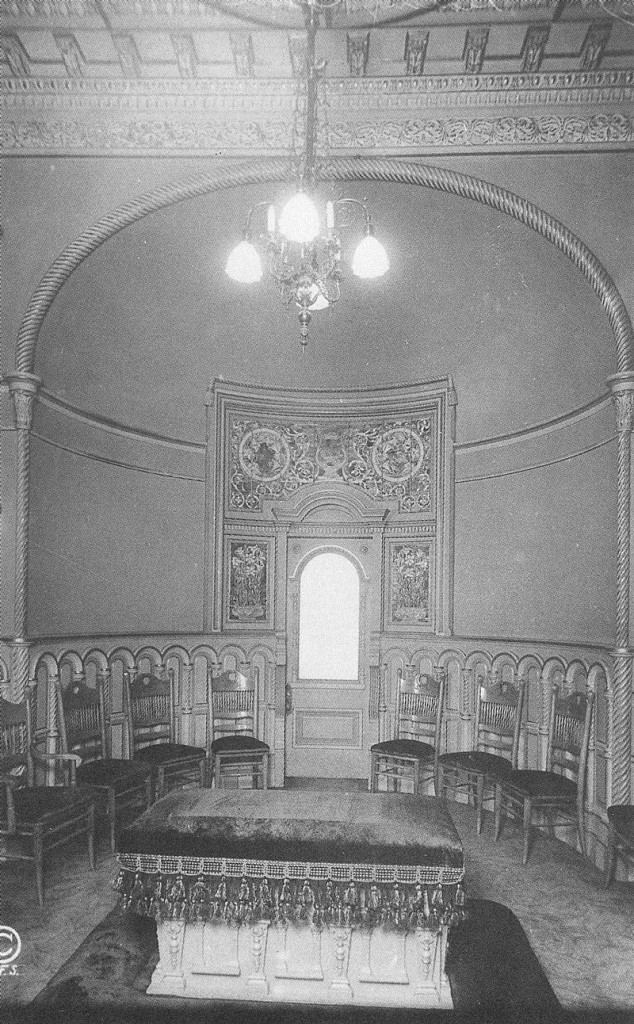
Der Siegelungsraum
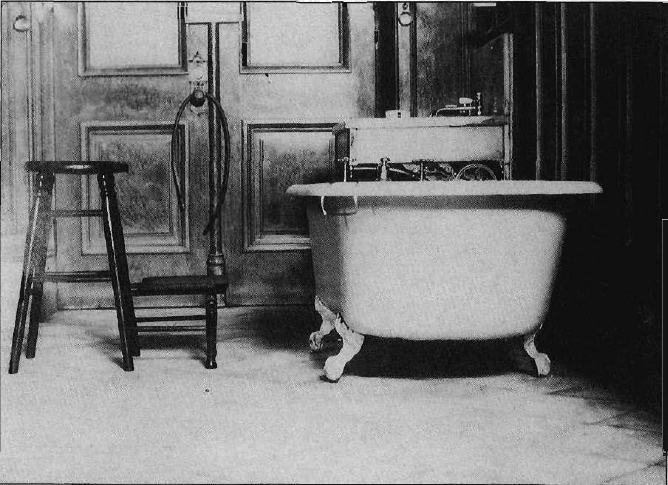
Wanne für die Waschungs- und Segnungszeremonie
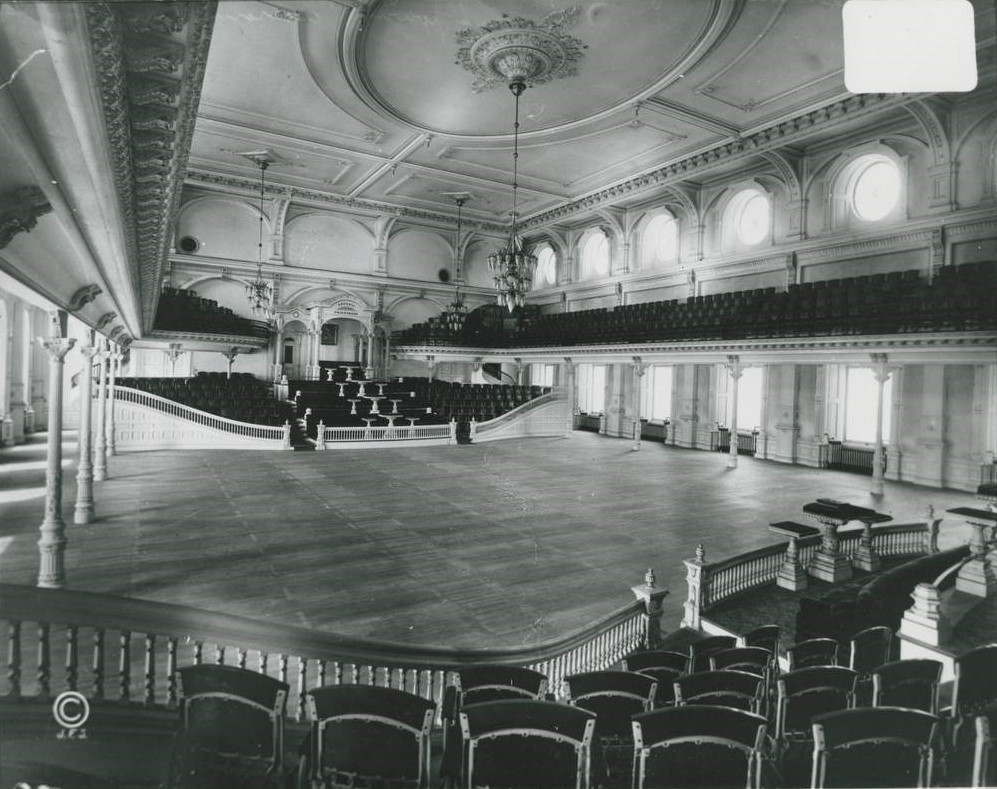
Versammlungsraum für Generalautoritäten
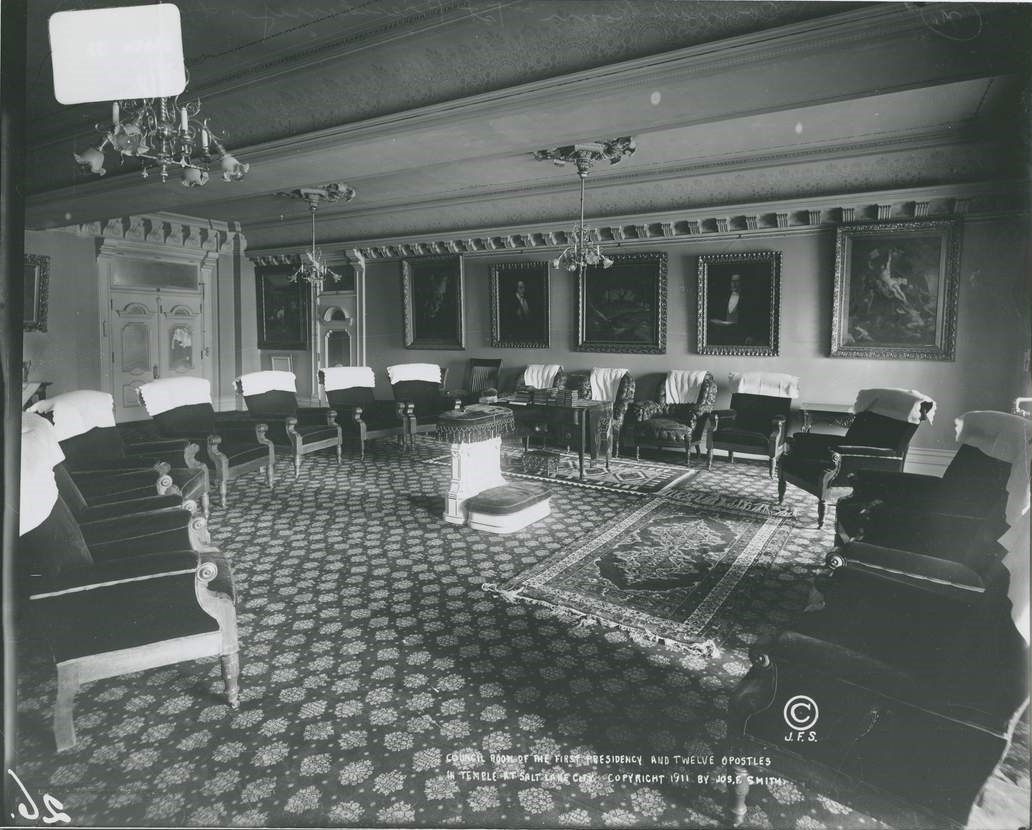
Besprechungsraum für die Erste Präsidentschaft und das Kollegium der Zwölf Apostel
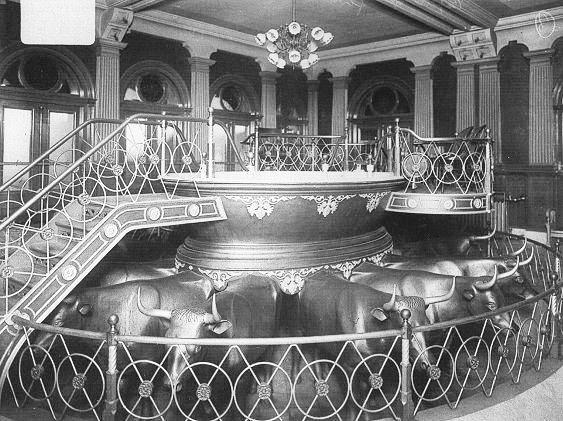
Das Taufbecken
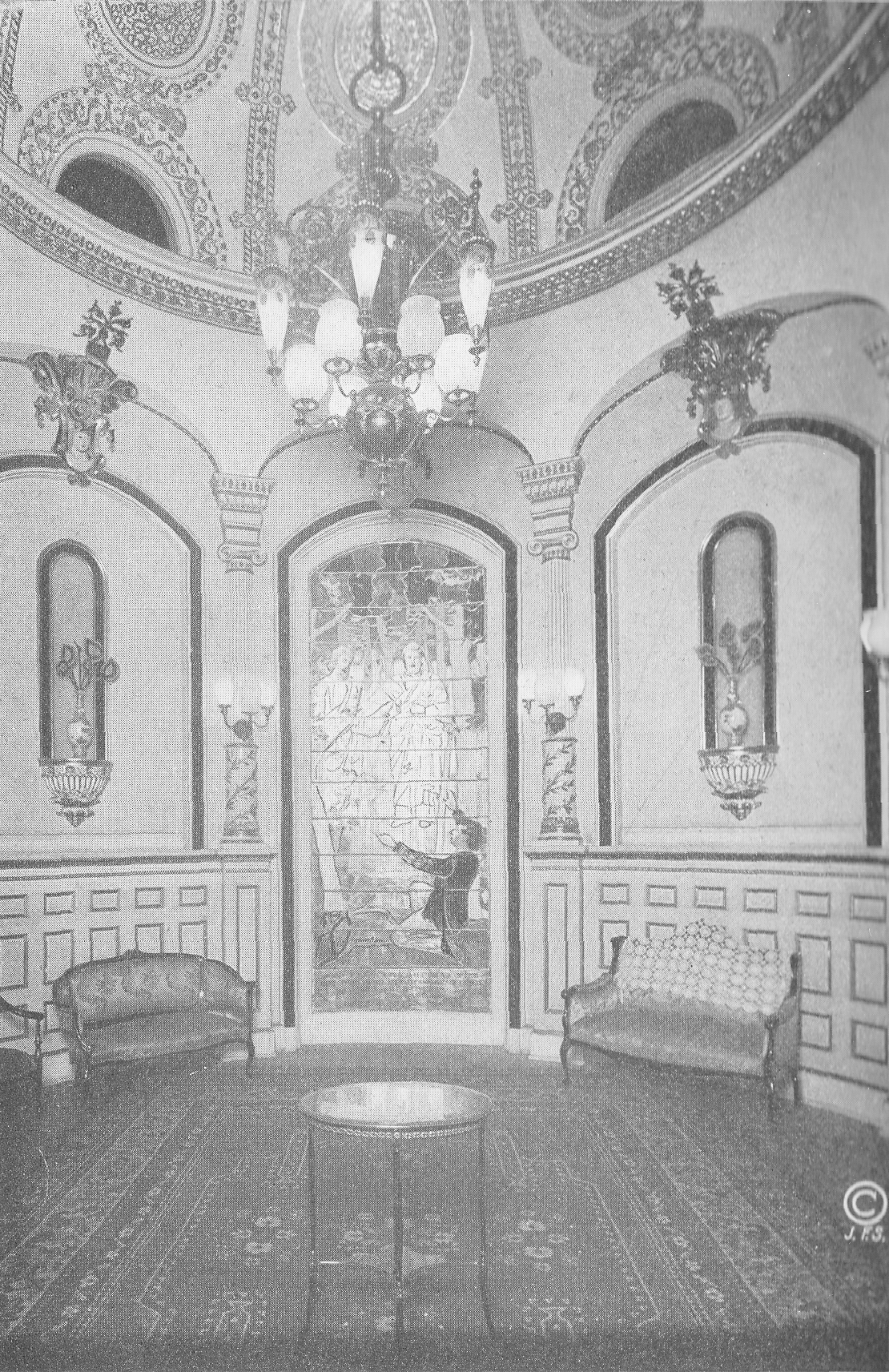
Das Allerheiligste
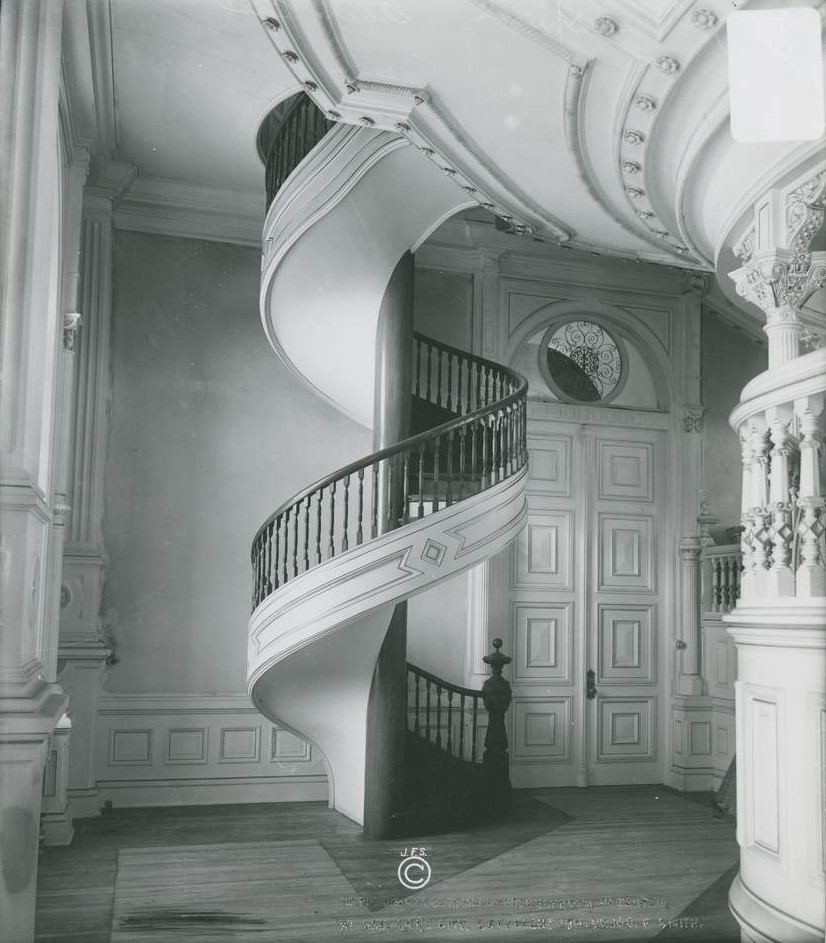
Wendeltreppen
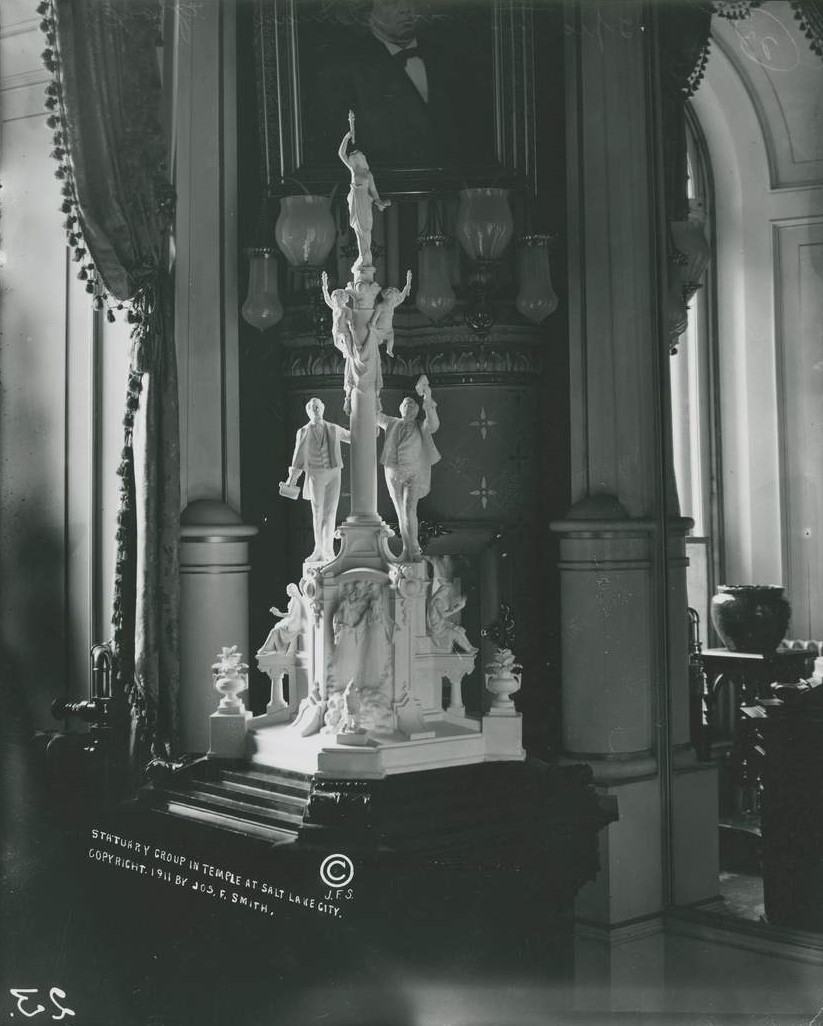
Statue im Celestialraum
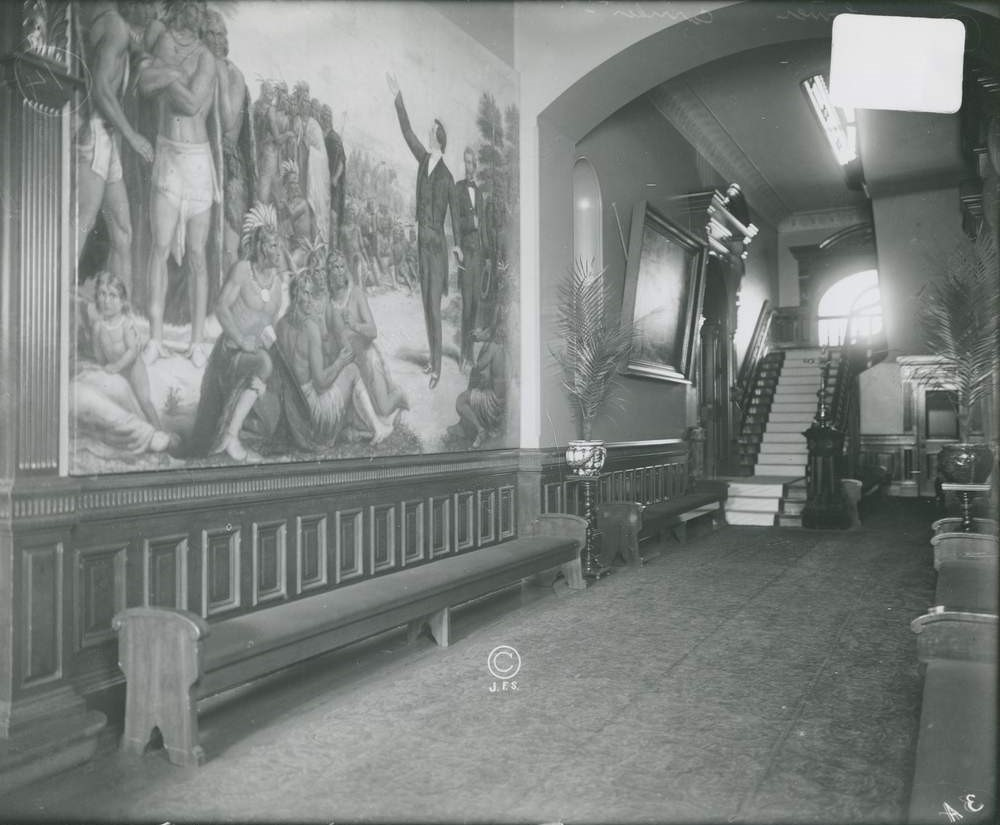
Korridor mit Bild

## Bombenanschlag 1962
Am 14. November 1962 wurde an der Südtür des Tempels ein Bombenanschlag verübt. FBI-Agenten fanden heraus, dass Sprengstoff um Türknäufe gewickelt worden war. Menschen waren bei dem Attentat nicht zu Schaden gekommen.

## Daten und Fotos
- Ankündigung: 28. Juli 1847
- Erster Spatenstich: 14. Februar 1853
- Weihung: 6. April 1893

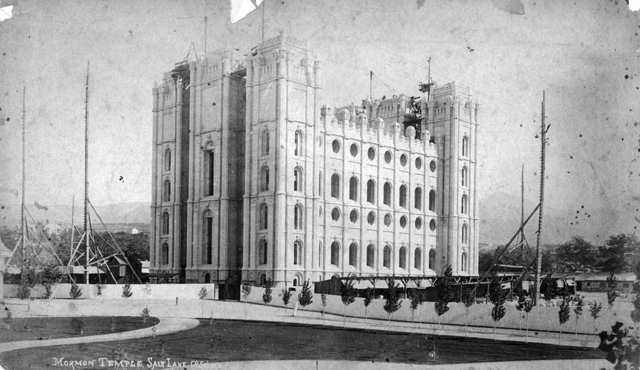
Im Bau, 1880er Jahre
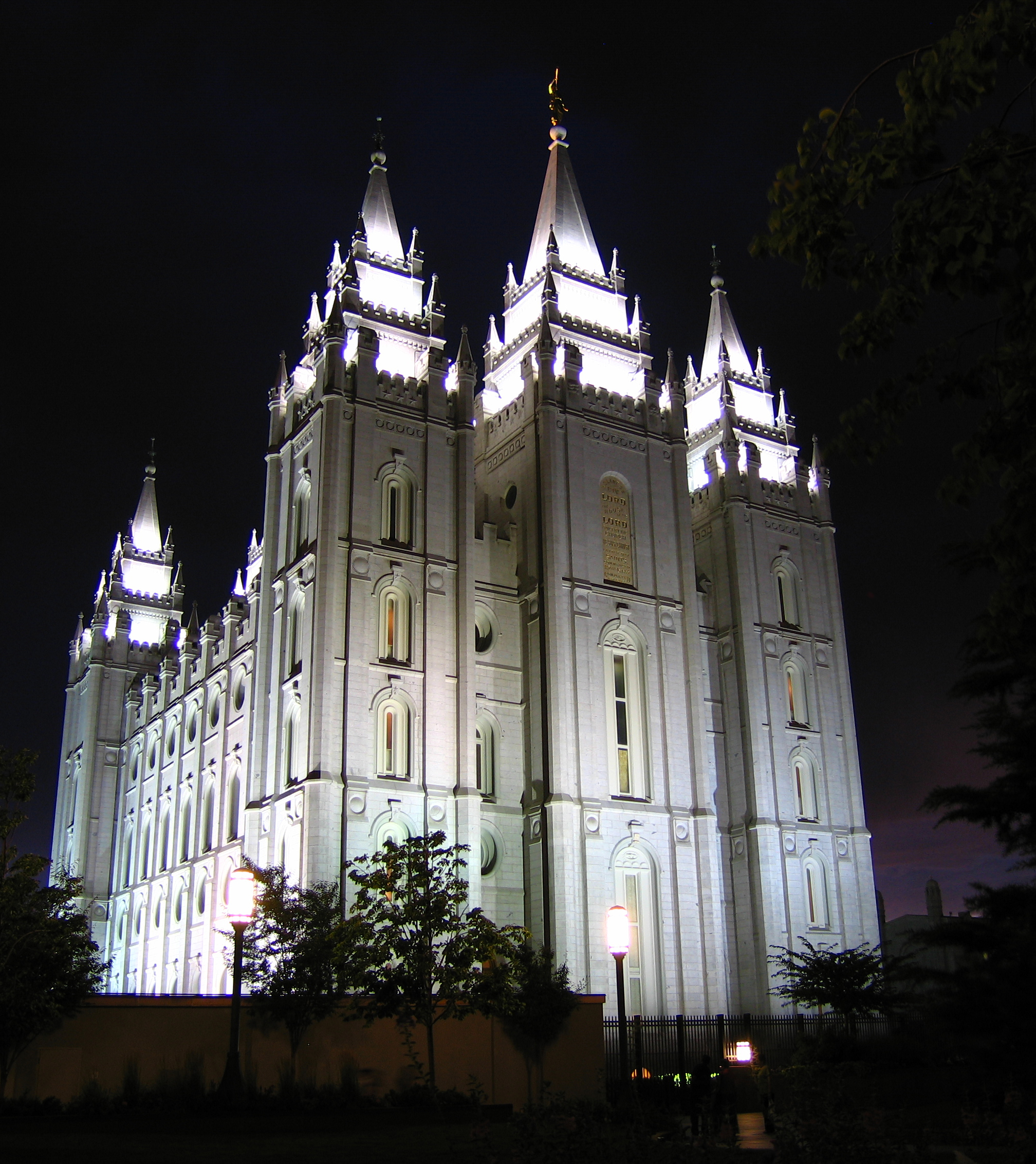
Nachtaufnahme
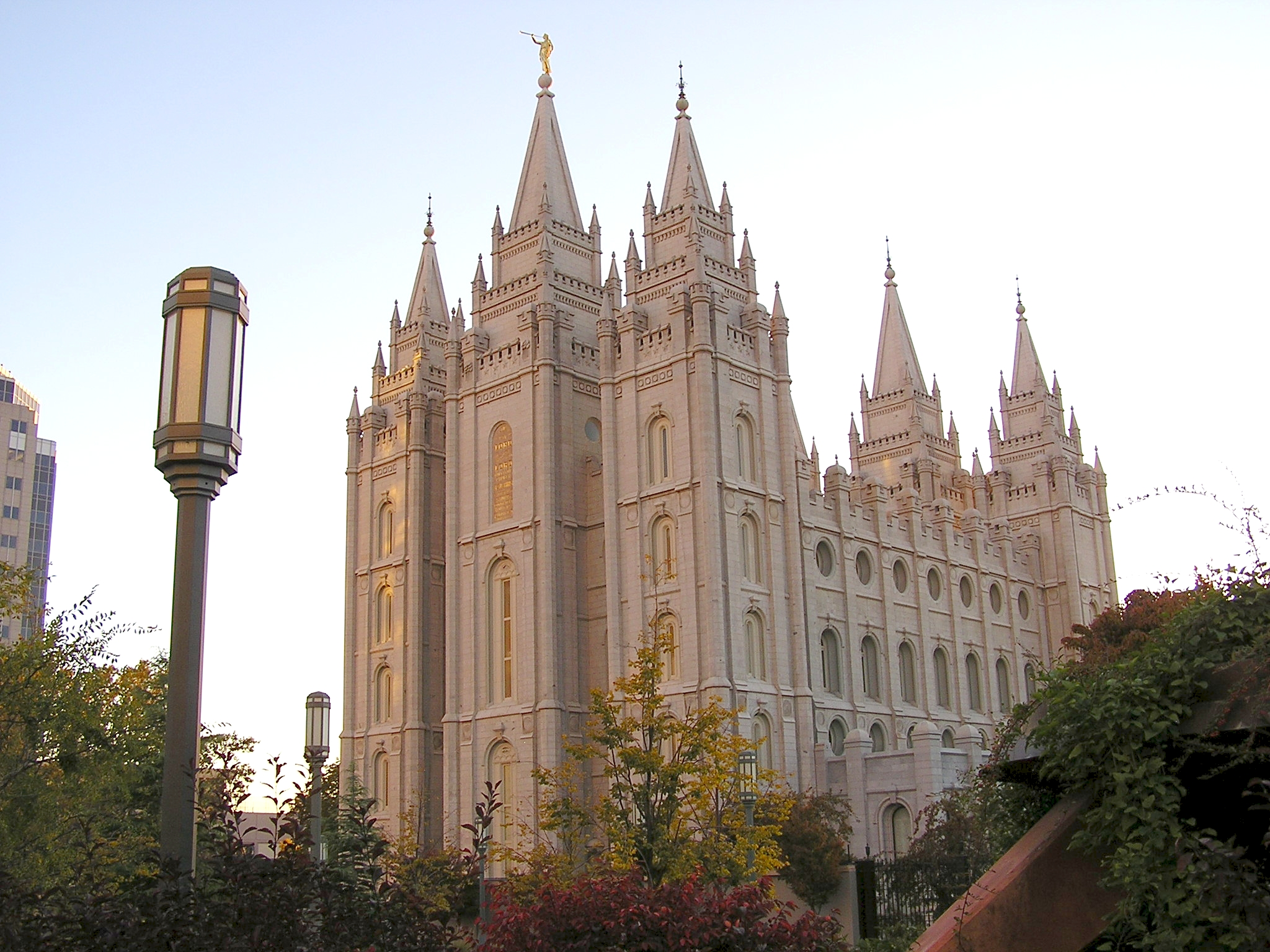

## Weitere Gebäude am Tempelplatz
- LDS-Konferenzzentrum
- Salt-Lake-Tabernakel